# LIVRE/Tempo de Avançar
LIVRE/Tempo de Avançar, förkortat L/TDA eller Livre, är ett portugisiskt politiskt parti med ekosocialistisk inriktning grundat 2014. Partiets ideologiska bas är universalism, medborgerliga fri- och rättigheter, jämlikhet, solidaritet, socialism, ekologism och Europavänlighet. Den 20 maj 2015 ändrades partiet sitt namn från LIVRE till LIVRE/Tempo de Avançar med L/TDA som förkortning.

## Valresultat

### Val till EU-parlamentet
| År   | Huvudkandidat | Antal röster | Antal procent              | Antal platser i parlamentet |
| ---- | ------------- | ------------ | -------------------------- | --------------------------- |
| 2014 | Rui Tavares   | 71 495       | 2.18 (6:e största partiet) | 0                           |